# 폴란드의 맥주

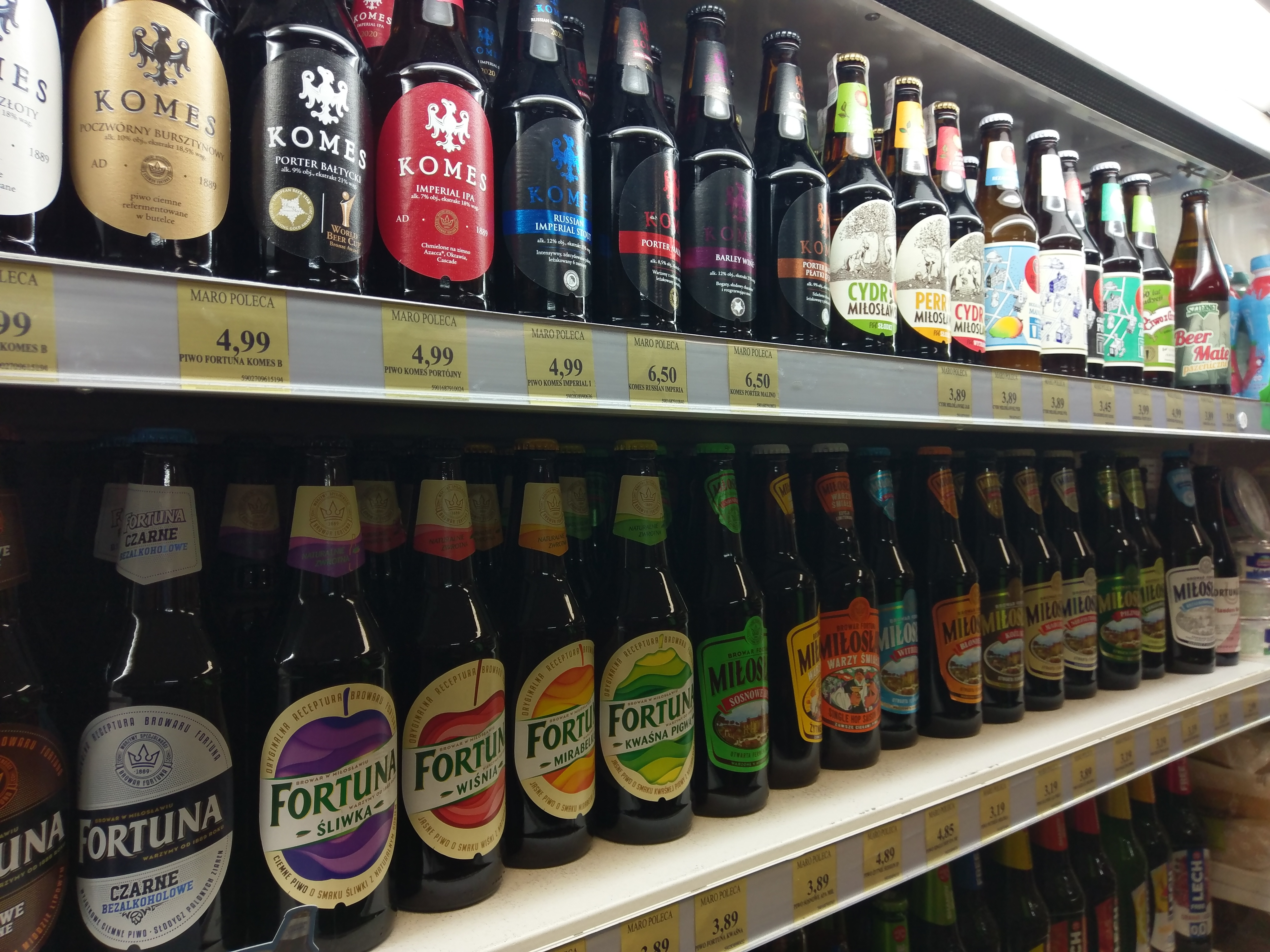
슈퍼마켓에 진열되어 있는 다양한 폴란드 맥주

폴란드의 맥주는 천 년 이상 양조되어 왔으며 전통적 및 상업적 맥주 생산에 있어 중요한 역사를 가지고 있다. 폴란드는 유럽에서 세 번째로 큰 맥주 생산국으로 3,690만 헥토리터를 생산하며, 4,950만 hl을 생산하는 영국과 1억 300만 hl을 생산하는 이웃 독일에 이어 3위를 차지하고 있다.
2차 세계 대전 이후, 대부분의 양조장은 폴란드 인민 공화국의 공산주의 정부에 의해 국유화되었다. 공산주의가 붕괴되고 자본주의로 복귀한 후, 시장 경제가 회복되었고, 국제 맥주 회사가 들어왔다. 현재 3개 회사가 폴란드 맥주 시장의 80%를 장악하고 있다.